# Schenna
Schenna (wł. Scena) – miejscowość i gmina we Włoszech, w regionie Trydent-Górna Adyga, w prowincji Bolzano.
Liczba mieszkańców gminy wynosiła 2836 (dane z roku 2009). Język niemiecki jest językiem ojczystym dla 97,31%, włoski dla 2,49%, a ladyński dla 0,2% mieszkańców (2001).